# Garden State
Garden State (titulada en español Tiempo de volver y Algo en común) es una película estadounidense de 2004, escrita, dirigida y protagonizada por Zach Braff. En la cinta también actúan Natalie Portman, Peter Sarsgaard y Sir Ian Holm.
La película, filmada en 25 días, entre abril y mayo de 2003, fue estrenada el 28 de julio de 2004 y se incluyó dentro de la selección oficial del Festival de Cine de Sundance. También ganó el primer premio en la categoría de largometrajes dentro de los Premios Independent Spirit.

## Argumento
El film tiene como protagonista a Andrew Largeman (Zach Braff), un joven actor que vuelve a casa, en su estado natal Nueva Jersey, después de nueve años de ausencia. Lo hace después que su padre (Ian Holm) le ha comunicado que ha muerto su madre. Al volver a su hogar se encuentra con su viejo amigo Mark (Peter Sarsgaard), quien ahora ejerce de sepulturero.
Son varias las personas con las cuales Andrew vuelve a tener contacto, y de quienes tiene que ponderar recuerdos y sentimientos.
Junto con las reminiscencias que su estancia y recorrido por el lugar le provocan, también tiene que confrontar la relación con su padre. El desarrollo de los acontecimientos cambia, cuando conoce a una chica llamada Sam (Natalie Portman), mientras se encuentra en la sala de espera de un consultorio médico.

## Reparto
- Zach Braff	como Andrew Largeman.
- Natalie Portman como Sam.
- Peter Sarsgaard como Mark.
- Ian Holm como Gideon Largeman, padre de Andrew.
- Method Man como Diego.
- Jim Parsons como Tim.
- Ron Leibman como doctor Cohen.

## Crítica y público
Garden State fue bien recibida por la crítica, aunque algunas reseñas objetan la simpleza de su trama, sólo adornada por el sentimiento de nostalgia que narran sus buenos momentos. Y la caprichosa selección de la Banda Sonora Original, debida únicamente al gusto de Braff, pero que resultó en un buen implemento para el filme. Este cálculo se observa con énfasis, en la mención que hace el personaje de Sam, acerca de una canción del grupo The Shins. Y que contribuyó a incrementar la popularidad de este grupo, y de la película en sí, sobre todo entre los jóvenes.
La mayor parte del filme fue rodado en la ciudad natal de Zach Braff, South Orange, Nueva Jersey.